# IFIT1
La proteína inducida por interferón con repeticiones de tetratricopeptide 1 es una proteína que en humanos está codificada por el gen IFIT1.